# N-Метилтриптамин
N-Метилтриптамин, или NMT — индольный алкалоид, содержащийся в коре, стеблях и листьях многих видов виролы, акации, мимозы и некоторых других растений. В растения обычно встречается вместе с другими алкалоидами, близкими по химическому строению, такими, как диметилтриптамин (DMT), 5-метоксидиметилтриптамин (5-MeO-DMT) и буфотенин (5-OH-DMT, 5-гидроксидиметилтриптамин). Обладает психотропными свойствами. Образуется в процессе  биосинтеза в организме человека, может быть обнаружен в моче. 

## Правовой статус применения
В России N-Метилтриптамин  классифицируется как вещество, свободный оборот которых запрещён и регулируется государством,  помещено в Список I для  наркотических средств, психотропных веществ и их прекурсоров  в качестве производного альфа-метилтриптамина (AMT).
В США N-метилтриптамин считается контролируемым веществом из списка I как  изомер положения альфа-метилтриптамина (AMT). 

## Психотропный эффект
Принимаемый внутрь NMT не производит психотропного эффекта, вероятно, из-за  почти полного разложения в процессе метаболизма при однократном прохождении через печень . Однако при комбинации с ингибитором моноаминоксидазы (MAOA, MAOI), он может проявлять психотропное воздействие. В парообразном состоянии NMT обладает активностью при дозировке от 50 до 100 мг с длительностью действия 45–70 минут; продолжительность визуальных эффектов составляет 15–30 секунд. Основной психоактивный эффект не носит видимых проявлений. 
Данное вещество оказывает менее стойкое психоактивное действие, чем диметилтриптамин.

## Биосинтез
N-метилтриптамин образуется и в организме человека в результате метаболизма триптофана под действие  ферментов (N-метилтрансфераз), но затем расщепляется ферментом моноаминоксидазой, либо преобразуется в диметилтриптамин .